# Tolleson
Tolleson (en anglais [ˈtɒlɨsən]) est une ville américaine située dans le comté de Maricopa, dans l’État de l’Arizona. En 2010, sa population s’élevait à 6 545 habitants. Elle se trouve dans l'agglomération de Phoenix.

## Démographie
| 1930 | 1940  | 1950  | 1960  | 1970  | 1980  |
| ---- | ----- | ----- | ----- | ----- | ----- |
| 910  | 1 731 | 3 042 | 3 886 | 3 881 | 4 433 |

| 1990  | 2000  | 2010  | - | - | - |
| ----- | ----- | ----- | - | - | - |
| 4 434 | 4 974 | 6 545 | - | - | - |

## Source
- (en) Cet article est partiellement ou en totalité issu de l’article de Wikipédia en anglais intitulé « Tolleson, Arizona » (voir la liste des auteurs).

1. ↑  « Statistiques des États-Unis - Arizona - Profils des comtés de 2010 » (consulté en novembre 2020)